# Сероспинный пегий канюк
Сероспинный пегий канюк (лат. Pseudastur occidentalis) — вид хищных птиц из семейства ястребиных (Accipitridae). Подвидов не выделяют. Распространены в Эквадоре и на севере Перу.

## Таксономия
Сероспинный пегий канюк был впервые описан в 1876 году британским натуралистом Осбертом Сэльвином (англ. Osbert Salvin; 1835 – 1898) под биноменом Leucopternis occidentalis. Однако в начале 21 века исследования митохондриальной ДНК показали, что род является полифилетическим.  Было рекомендовано три вида, включая и сероспинного пегого канюка, переместить из рода Leucopternis в восстановленный  для них род Pseudastur.

## Описание
Сероспинный пегий канюк — хищная птица среднего размера, длиной 45—52 см и размахом крыльев от 104 до 116 см. Самки примерно на 10% тяжелее самцов. Половой диморфизм в окраске оперения не выражен. Верхняя часть головы и тела преимущественно черновато-серого цвета с белыми прожилками на голове, затылке, щеках и мантии. Хвост белого цвета с широкой чёрной полосой вблизи окончания. Нижняя часть тела белого цвета, за исключением нескольких тёмных полос на груди. Глаза тёмно-карие, уздечка черноватая, восковица серая, а ноги и ступни бледно-жёлтые. У незрелых особей верхняя часть тела коричневато-серая, затылок с тёмными полосками, на груди черновато-серые пятна и полосы.

## Биология
Сероспинный пегий канюк охотится поодиночке, парами и группами их трёх-четырёх особей. Высматривает добычу с низких ветвей над ручьями, в полёте над пахотными угодьями, а также в кронах деревьев. В состав рациона входят змеи, ящерицы, лягушки, крабы, птицы, мелкие грызуны и крупные насекомые.
Сероспинный пегий канюк размножается в течение всего года, как в сезон дождей, так и в сухой сезон. Гнездо размером 78 x 54 см, высотой 37 см и глубиной чаши 14 см размещается как на опушках, так и в глубине леса на высоте в среднем 31 м над землёй. В кладке одно яйцо голубовато-белого цвета. Инкубационный период составляет 36 дней. Птенцы оперяются через 56—84 дня. 

## Распространение и места обитания
Сероспинный пегий канюк распространён в западных провинциях Эквадора (Эль-Оро,  Эсмеральдас,  Пичинча,  Лоха) и прилегающих регионах северо-запада Перу (Тумбес). Обитает в субтропических и тропических влажных листопадных, вечнозелёных, туманных и вторичных лесах. Встречается на высоте от 100 до 2900 метров над уровнем моря.